# Świniary (Wrocław)
Świniary (niem. Weidenhof, Schweinern) – osiedle Wrocławia w byłej dzielnicy Psie Pole.
Osiedle położone jest na północnej granicy miasta, graniczy przez Widawę z gminą Wisznia Mała, przy linii kolejowej do Poznania przechodzi nawet na północny brzeg rzeki. Od wschodu również graniczy z polami należącymi do Szymanowa w tejże gminie, od południa graniczy z Lipą Piotrowską, i przez pola irygacyjne z Rędzinem.

## Nazwa
Nazwa osiedla oznacza grupę ludności trudniąca się hodowlą nierogacizny – świniarzy, co wskazuje, że była to osada służebna
W spisanym po łacinie dokumencie średniowiecznym wydanym we Wrocławiu w 1266 roku, który sygnował książę śląski Henryk III Biały miejscowość wymieniona jest pod nazwą Svinar jako komora celna. W innych dokumentach zanotowano nazwy: 1318 r. – Swynar, 1326 r. – Swynern, 1353 r. – Sweynern, 1548 r. – Schweinernn, od 1666 do 1894 r. używano nazwy Schweinern. Polską nazwę Świniary oraz zgermanizowaną Schweinern wymienia w 1896 roku śląski pisarz Konstanty Damrot w książce o nazewnictwie miejscowym na Śląsku. Damrot w swojej książce wymienia również nazwę Swinari z roku 1490. Niemiecką nazwę Weidenhof wprowadzono w roku 1894, oznaczała ona dwór nad Widawą.

## Historia osady
Najstarszym zapiskiem w dokumentach jest akt darowizny na rzecz klasztoru w Lubiążu, wsi z karczmą i mostem nad Widawą, dokonany przez komesa Mikorę z Ołbina. Dokument ten nie wymienia nazwy wsi, ale z analizy późniejszych dokumentów wynika, że właśnie w Świniarach był most zwany Mostem Mikory. Od przełomu XIII i XIV w. Świniary były własnością prywatną i najpewniej już wtedy stały się siedzibą rodu właścicieli - od tego bowiem czasu regularnie pojawiają się w zachowanych źródłach pisanych wzmianki o przedstawicielach stanu rycerskiego stąd się piszących. Istotną okolicznością wpływającą na rangę miejscowości było też założenie w niej kościoła stanowiącego ośrodek jednowioskowej parafii, po raz pierwszy poświadczonego w 1318 r. W 1351 r. Karol IV przekazał wieś Piotrowi z Żarowa, w opisie tej posiadłości Piotra w 1353 r. wymieniono młyn. Jeszcze w 1622 r. we wsi mieszkało 25 – 50% Polaków.
W 1795 r. wieś miała 433 mieszkańców, było tu 56 domów, dwór, folwark, plebania, 2 szkoły, 2 karczmy, młyn wodny, działało 2 kowali, 2 tkaczy, gorzelnik, olejarz, piwowar i rzeźnik.
W 1845 r. wymieniono 483 mieszkańców, 63 domy, były 2 folwarki, olejarnia i młyn, działało paru przekupni i 8 rzemieślników, hodowano 1000 owiec merynosów, 225 sztuk bydła. Do Wrocławia osadę włączono w 1973 r.

## Zabytki
Do wojewódzkiego rejestru zabytków wpisane są:
- zespół młyński ul. Zarzecze 2 (1870, pocz. XX) – młyn z młynówką, budynek mieszkalny, budynek gospodarczy

inne:
- Pałac Stolbergów – wybudowany w 1845 r. przez hrabiego Bernharda zu Stolberg-Stolberg w stylu angielskiego neogotyku[8] rozbudowany przez Henckla von Donnersmarcka[9]. Wokół obiektu rozległy park.

## Komunikacja miejska
Przez osiedle kursują autobusy:
- 105 (Kromera – Świniary; kursy co pół godziny)
- 244 (Petrusewicza – Świniary; linia nocna, trzy kursy na noc)[10]

## Szlaki turystyczne
- Szlak dookoła Wrocławia im. doktora Bronisława Turonia[11]